# Бобров переулок
Бобро́в переулок (в XVI—XVIII веках Фролов переулок; до 1922 — Юшков переулок) — переулок в Центральном административном округе города Москвы. Проходит от Милютинского переулка до Мясницкой улицы. Нумерация домов ведётся от Милютинского переулка. В средней части переулка в него слева выходит короткий Фролов переулок, соединяющий Бобров переулок и Сретенский бульвар.

## Происхождение названия
Современное имя переулок получил по имени купца Василия Бобра, жившего в переулке в XVI веке.

## История
Переулок возник одновременно со строительством в XVI веке на Мясницкой улице церкви св. мучеников Флора и Лавра и изначально именовался Фроловским переулком. Именно по этому храму царь Алексей Михайлович своим указом от 16 апреля 1658 года велел именовать Мясницкие Ворота Фроловскими, однако это название не прижилось. Имя Фрол в старомосковском говоре произносилось как Флор, в связи с чем переулок именовали Фроловым, Фроловским или Флоровским. После строительства в 80-х годах XVIII столетия (предположительно Баженовым) для генерала И. И. Юшкова дома на углу переулка и Мясницкой улицы переулок получил имя Юшков, а название Фролов закрепилось за боковым переулком между Юшковым и Сретенским бульваром.
В конце XIX века Юшков переулок был кардинально перестроен. В 1902 году на месте здания почтамта в начале переулка с левой стороны был построен гигантский дом страхового общества «Россия», до сих пор доминирующий над Бобровым переулком. Несколько домов было выстроено и с правой стороны переулка.
7 июня 1922 года во избежание одноимённости (в XIX веке в Москве было три Юшковых переулка) был переименован по фамилии проживавшего здесь в XVI веке купца Василия Бобра. В 1934—1935 годах церковь Флора и Лавра вместе с прилегающими строениями была снесена, на её месте устроена автостоянка. На её месте долгое время располагалась техническая площадка строительства станции метро «Сретенский бульвар», после завершения строительства разбит газон. Существует проект восстановления церкви, поддержанный мэрией Москвы и патриархией. В 2004 году на углу Фролова и Боброва переулка было построено здание театра «Et cetera» (Фролов переулок, д.2).

## Примечательные здания и сооружения
По нечётной стороне:
- № 1 (Милютинский переулок, д.22; Сретенский бульвар, д. 6) — Здания страхового общества «Россия», построены в 1901 году по проекту архитектора Н. М. Проскурнина (при участии В. А. Величкина, кованая ограда — архитектор О. В. Дессин). До этого здесь стояли палаты Феофана Прокоповича, в XVIII веке переданные московскому почтамту. Кованая ограда с эмблемой общества создана по проекту О. В. Дессина. После 1917 здание последовательно занимали РОСТА, Главное артиллерийское управление РККА, Наркомпрос[2].

По чётной стороне:
- № 2/20 (угол с Милютинским переулком) — доходный дом Феттер и Гинкель (1915—1933 гг., архитекторы В. Е. Дубовской, А. М. Калмыков)
- № 4 — самое старое здание переулка, предположительно построенное в середине XVIII века. В конце XIX века здесь находилась редакция газеты «Русские ведомости».
- № 4, стр. 4 — доходный дом И. В. Ускова (1879, архитектор В. А. Гамбурцев).
- № 6, стр. 1, 2 — здания построены в 1895 году по проекту архитектора Адольфа Николаевича Кнабе на территории усадьбы дворянского рода Петрово-Соловово. В 1998 году при проведении реставрационных работ в стр. 1 в его основе были обнаружены фрагменты кладки XVII и XVIII веков. В начале XVIII века усадьба принадлежала Григорию Михайловичу Петрово-Соловово Меньшому[3] (ум. 1714). После его смерти она перешла к его сыну Лаврентию Григорьевичу, а в 1738 году — его вдове Софье Степановне. После её смерти усадьбой владели её сыновья Иван, затем — Василий Лаврентьевич, вдова которого, Екатерина Львовна, после смерти мужа, втрое увеличила доставшееся ей по наследству владение, присоединив к нему участки по нынешним Боброву (д. 4) и Милютинскому (д. 18) переулкам. В 1777 году она перестроила старый усадебный дом (стр. 1). В 1803 году участок (№ 184/164 Мясницкой части; центральная часть со старым каменным домом) принадлежал московскому купцу Василию Герасимовичу Герасимову, а соседним северным участком владела дочь прежней хозяйки Наталья Васильевна Петрово-Соловово. В 1822 году владелицей усадьбы значится купеческая жена Пелагея Васильевна Бирюкова (дочь В. Г. Герасимова) и роду Бирюковых усадьба принадлежит вплоть до 1917 года. В конце XIX века последняя владелица Анна Александровна Бирюкова (с 1898 г. — Валерьянова) коренным образом перестроила усадьбу: в 1895 году был надстроен главный дом третьим этажом, на крыше устроен световой фонарь над лестничной клеткой; фасады дома получили декоративное оформление, характерное для второй половины XIX века. Одновременно рядом появилось «строение каменное трёхэтажное частью с погребами, коего первый этаж частью жилой для сторожки, кучерской и прачечной, частью нежилой — второй и третий этажи жилые для обыкновенных квартир» (стр. 2). В 1901 году был построен, по проекту архитектора П. Л. Сюзева, новый доходный дом (стр. 3). В советское время все три дома были переделаны под коммунальные квартиры. В 1970-х годах здесь были размещены различные учреждения и, в частности, Московская федерация профсоюзов.
С 1986 года в стр. 3 расположилась Федеральная нотариальная палата, а в 1993 году стр. 1 и 2 были переданы Библиотеке-читальне им. И. С. Тургенева. Мастерской № 19 ГУП «Моспроект-2» (руководитель мастерской и главный архитектор проекта А. Р. Асадов, главный инженер проекта С. Ф. Чуриков) был выполнен проект реконструкции здания — стр. 2. — под задачи публичной библиотеки; за счёт надстройки 4 и 5 этажей и возведения стеклянной ротонды, а также обустройства подвальных помещений, общая площадь здания увеличилась с 550 м². до 1420; официальное открытие первой очереди реконструкции библиотеки состоялось 9 ноября 1998 года в день рождения И. С. Тургенева. Стр. 1 было введено в строй в 2004 году. К этому времени была проведена реставрация фасадов XIX века, раскрыты формы первоначального объёма рубежа XVII—XVIII вв. на парадном дворовом фасаде, которые были восстановлены и включены, как фрагмент в своеобразной раме, в поздний фасад здания.

- Дом страхового общества «Россия»
- Решётка дома страхового общества со стороны Боброва переулка
- Театр Et Cetera (фрагмент фасада)
- Библиотека-читальня имени И. С. Тургенева

### Памятник Тургеневу
Памятник-бюст И. С. Тургеневу (2003, скульптор Н. Ф. Косов, архитектор А. К. Тихонов) установлен в сквере перед Библиотекой-читальней имени И. С. Тургенева.